# Charles-Albert Maiscocq
Charles-Albert Maiscocq (Tienen, 21 mei 1808 - aldaar, 6 juni 1835) was een Belgisch componist en militaire kapelmeester. Hij was een jongere broer van de componist Jean-Hubert Maiscocq.

## Levensloop
Maiscocq werd op 1 mei 1831 muziekmeester van het derde regiment Jagers-te-paard. Als componist schreef hij vooral werken voor harmonie- of fanfareorkesten. Naast deze werken zijn van hem ook Six Duos pour deux cors à clefs en de religieuze motet O sacrum convivium bekend.